# Maria Snejina
Maria Snejina (n. 1898 – d. 1973, București, România) a fost o mezzosoprană a Operei Române, distinsă cu titlul de artist emerit.
A fost artistă la Teatrul de Operă și Balet al Republicii Populare Române.

## Biografie
S-a născut în Podolia (unde tatăl ei avea o moșie) aflată sub dominație ucraineană, din mamă poloneză și tată ucrainean. La vârsta de 8 ani a învățat să cânte la pian. După absolvirea liceului (premiată cu medalia de aur) s-a înscris la Universitatea din Petersburg, Universitatea Bestujev, care era rezervată exclusiv femeilor, profil matematică și astronomie. A urmat cursurile doar un semestru pentru că, în acel an (1910), murind Tolstoi, au izbucnit multe mișcări revoluționare, la care studenții au luat parte activă, iar autoritățile, drept pedeapsă, au decis să închidă toate universitățile timp de patru ani. La Geneva, a urmat cursuri de filologie modernă (după șase luni a obținut diploma de profesoară de limba franceză) precum și cursurile de canto ale profesorului Ketten, cel care, de altfel, a și pregătit-o pentru examenul de admitere la Conservatorul Național din Paris. În anul 1914 a absolvit Conservatorul, clasa Frank Hettich, cu trei premii: cânt, operă și operă comică.
Maria Snejina a fost laureată a Conservatorului Național din Paris și profesoară la Conservatorul Pro-Arte din București.

## Distincții
- titlul de Artist Emerit al Republicii Populare Române (13 octombrie 1953) „pentru realizări valoroase și activitate rodnică în ramurile artistice”[2]
- Ordinul Muncii clasa a II-a (1 octombrie 1957) „pentru merite deosebite în activitatea artistică”[3]